# Kenessy Zoltán
Kenessy Zoltán névvariáns: Kenessi Zoltán (Budapest, 1926. június 9. –) magyar színész.

## Életpályája
Pályáját 1949-ben kezdte a Bányász Színházban. 1951-ben a kecskeméti Katona József Színházban játszott. 1952-től az Állami Faluszínház illetve az Állami Déryné Színház tagja volt. Közben, 1955-től egy-egy évadot a kaposvári Csiky Gergely Színházban illetve 1962-től a szolnoki Szigligeti Színházban szerepelt. 1963-tól a győri Kisfaludy Színház színésze volt. 1970-től ismét az Állami Déryné Színház társulatához tartozott. Az utazó színházról 1972-ben így nyilatkozott:

„Hónapok óta össze vagyunk zárva egymással, mi mást tehetnénk, mint hogy jó barátságban éljünk. Ugyanazok az arcok, ugyanaz a darab, immár százegyedszer. Igaz, mindig más közönség előtt, mégis fárasztó ez az egyhangúság, s bármennyire harcolunk a rutin, az elgépiesedés ellen, nem tudjuk teljesen levetkőzni. Az igazán jó közönség persze sokat segít. És mi ugyanolyan hálásak vagyunk nekik, mint ők nekünk a színházért.”

 1979-től 1982-ig a Népszínház művésze volt. Ezután főleg mesejátékokban szerepelt a Lencse Színpad, illetve a Pitypang Színpad előadásaiban. Színészi munkája mellett készített koreográfiákat is.

## Fontosabb színházi szerepei
- Molière: Tartuffe... Damis, Orgon fia
- Molière: Dandin György vagy a megcsúfolt férj... Lükeházy, vidéki főnemes
- Victorien Sardou: Szókimondó asszonyság... Neiperg gróf
- George Bernard Shaw: Warrenné mestersége... Praed
- Iszaak Oszipovics Dunajevszkij: Szabad szél... Miki Stan
- Iszaak Oszipovics Dunajevszkij: Fehér akácok... Petyka Poloskov, raktáros
- Jurij Szergejevics Miljutyin: Nyugtalan boldogság... Tomakuzov
- Frank Wedekind: A tavasz ébredése... Igazgató
- Marc Camoletti: Leszállás Párizsban... Bernard
- Jacques Deval: A potyautas... Ogden
- Peter Shaffer: Játék a sötétben (Black Comedy)... Schuppanzigh, középkorú német menekült
- Szigligeti Ede: Liliomfi... Szellemfi; Adolf
- Csiky Gergely: Ingyenélők... Klimóczy Endre
- Jókai Mór: A kőszívű ember fiai... Baradlay Jenő; Palwitz Ottó
- Heltai Jenő: A néma levente... Mátyás király
- Felkai Ferenc: Madách... Henriczy Ágoston, lutheránus pap
- Gerencsér Miklós: Ferde ház... Félix Elek, fémdíszműves
- Békeffi István: Az okos mama... Demeter Pityu
- Gyárfás Miklós - Örkény István: Zichy palota... Roós András
- Hámos György: Aranycsillag... Kiss
- Bárány Tamás: A szülő is ember... Fülöp, főmérnök
- Ábrahám Pál: Hawaii rózsája... Jim Boy
- Ábrahám Pál: Bál a Savoyban... Musztafa bey
- Berté Henrik: Három a kislány... Novotny
- Huszka Jenő: Szép Juhászné... Szép Rudolf, tánc- és illemtanár
- Jacobi Viktor: Sybill... Poire, impresszárió
- Kálmán Imre: Csárdáskirálynő... Bóni gróf
- Kálmán Imre: Marica grófnő... Zsupán
- Kálmán Imre: Ördöglovas... Honorius, Monaco fejedelme
- Kálmán Imre: A montmartre-i ibolya... Chanoir, színigazgató
- Fényes Szabolcs: Maya... Bambó
- L. Frank Baum: Óz, a nagy varázsló... Henry bácsi
- Carlo Collodi: Pinokkió... Kocsi, Kalácsos
- Tamási Áron: Búbos vitéz... Róka, miniszter
- Benedek Elek: Többsincs királyfi... Habakuk
- Jagri József: Mátyás király meg az ördög... Mátyás király

## Koreográfiáiból
- Békeffi István: Az okos mama (Állami Déryné Színház)
- Ábrahám Pál: Bál a Savoyban (Győri Kisfaludy Színház)
- Iszaak Oszipovics Dunajevszkij: Fehér akácok (Győri Kisfaludy Színház)
- Iszaak Oszipovics Dunajevszkij: Napsugárka (Kaposvári Csiky Gergely Színház)
- Kálmán Imre: Zsuzsi kisasszony (Kaposvári Csiky Gergely Színház)